# Intuscirrus aspicotti
Intuscirrus aspicotti är en plattmaskart. Intuscirrus aspicotti ingår i släktet Intuscirrus och familjen Hemiuridae. Inga underarter finns listade i Catalogue of Life.